# Nuevo Comienzo
Nuevo Comienzo (deutsch Neuanfang) ist das dritte Studioalbum des puerto-ricanischen Rappers Manny Montes. Es erschien am 8. August 2008 bei A Fueguember Music.

## Produktion
Das Album wurde hauptsächlich von Sandy NLB produziert; Obed El Arquitecto, Los Magnificos & Tercer Cielo produzierten auch ein paar Songs. Der Musikstil ist überwiegend Reggaeton, aber es gibt auch ein paar Hip-Hop-Songs.

## Covergestaltung
Der Hintergrund ist weiß gehalten, im Vordergrund steht Manny Montes lachend mit einer schwarzen Lederjacke und einem weißen T-Shirt. Rechts steht Manny Montes und darunter steht Nuevo Comienzo.

## Gastbeiträge
Auf dem Album sind die Labelmitglieder Orta Garcia, Memo Y El Ungido & Yaviel Y Cobra vertreten sowie der mexikanische Hip-Hop-Star Mexicano 77 und Tercer Cielo.

## Titelliste
| #  | Titel                  | Feature(s)       | Produzent(en)                          | Dauer |
| -- | ---------------------- | ---------------- | -------------------------------------- | ----- |
| 1  | No Me Quito            | -                | Obed El Arquitecto                     | 3:11  |
| 2  | Cielo                  | Tercer Cielo     | Tercer Cielo                           | 3:54  |
| 3  | Es Muy Tarde Ya        | Memo & El Ungido | Sandy NLB, Obed El Arquitecto & Jetson | 3:33  |
| 4  | Abranme Paso           | -                | Sandy NLB                              | 3:52  |
| 5  | Del Cielo A La Tierra  | Yaviel Y Cobra   | Sandy NLB                              | 3:22  |
| 6  | Asi Es Que Es          | -                | Sandy NLB                              | 4:13  |
| 7  | Pa Que Aprendas        | -                | Santito & Sandy NLB                    | 3:22  |
| 8  | El Magnifico           | Orta Garcia      | Los Magnificos                         | 4:05  |
| 9  | Lero Lero              | -                | Sandy NLB                              | 4:06  |
| 10 | Aguanta Precion        | -                | Sandy NLB                              | 2:14  |
| 11 | Con El Bravo           | -                | DJ Blaster                             | 3:14  |
| 12 | Entre El Bien Y El Mal | Mexicano 77      | Obed El Arquitecto                     | 4:32  |

## Charterfolge & Singles
Als Singles wurden Es Muy Tarde Ya und Cielo & Lero Lero ausgekoppelt. Es Muy Tarde Ya erreichte in den Latin Charts #25, Cielo erreichte #13 und Lero Lero nur #87.

## Sonstiges
Auf Nuevo Comienzo wurden ein paar alte Songs mit neuen Beats aufgenommen dazu gehörten
1. No Me Quito - Sandy NLB (2002 auf Funky, Don Misionero, Sacerdote y Elinex Presentan: Peace Makers: Unidos Por La Paz; produziert von Sacerdote)
2. Asi Es Que Es - Sandy NLB (2004 auf Funky Presenta: Los Vencedores; produziert von DJ Blass)
3. Pa Que Aprendas - Sandy NLB (2005 auf La Iglesia De La Calle; produziert von Santito)
4. Aguanta Presion - Sandy NLB (2007 auf Triple Seven Presenta: Contra Viento Y Marea; produziert von Triple Seven)
5. El Magnifico - Sandy NLB (2005 auf En Vivo; produziert von Los Magnificos)
6. Entre El Bien Y El Mal - Obed El Arquitecto (2005 auf En Vivo; produziert von Mexicano)
7. Con El Bravo - DJ Blaster (2006 auf DJ Blaster Presenta: Los Vencedores; produziert von DJ Blaster)